# Das Haus ohne Lachen
Das Haus ohne Lachen ist ein deutsches Stummfilmdrama aus dem Jahre 1923 von Gerhard Lamprecht. Der berühmte Drehbuchautor Henrik Galeen unternahm hier mit der Hauptrolle eines Haustyrannen einen seiner sehr seltenen Ausflüge vor die Kamera.

## Handlung
Das Haus ohne Lachen, das ist das Haus der Familie William Blents. Der Familienvater ist ein wahrer Tyrann und empfindet größte Freude am tiefen Leid Anderer, das er selbigen zufügt. Die Ehe mit seiner ebenso verhärmten wie eingeschüchterten und duldsamen Gattin und der gesamte Hausfriede im Allgemeinen leidet unendlich unter dieser Situation. Mrs. Blents Sohn, der einst vom Vater des Hauses verwiesen wurde, traut sich nur noch Nachts ins Haus, wenn er seine liebevolle, sanfte und leidensfähige Mutter besuchen will. Auch Enid White, die als Waisenkind von ihrem Vormund William Blent einst zu ihm geholt wurde, leidet zutiefst unter dieser unerträglichen Situation. Sie liebt insgeheim Lester, der aber davon nichts weiß.
Eines Tages weiß Mrs. Blent keinen Ausweg aus dieser Situation und bringt William aus purer Zermürbung bestialisch um. Nichts ist danach wie zuvor. Als Enid, die tiefes Mitleid für Frau Blent empfindet, davon erfährt, will sie die an sich gutmütige Mörderin und den geliebten Sohn Lester schützen und gesteht der Polizei fälschlicherweise, selbst den Mord verübt zu haben. Mrs. Blent ist noch in derselben Nacht verstorben. Enids selbstloser Einsatz wird zu guter Letzt von Justitia belohnt: die Unschuld Enids wird dank einer Aussage des Beichtvaters von Mrs. Blent bewiesen, und das grundgütige Mädchen kann nun endlich in die Arme Lesters sinken und seine Frau werden.

## Produktionsnotizen
Das Haus ohne Lachen entstand in der zweiten Jahreshälfte 1922, passierte am 21. Februar 1923 die Filmzensur und wurde am 5. April 1923 uraufgeführt. In Österreich lief der Film am 27. April 1923 an.
Die Filmbauten entwarf Robert A. Dietrich. Produzent Lupu Pick und Schauspielerin Edith Posca waren miteinander verheiratet.

## Kritiken
Paimann’s Filmlisten stellte fest, dass die Stärke dieses Films „im wohltemperierten Zusammenspiel des Ensembles“ läge.

„Als Regisseur hat Lamprecht schon jetzt ein Gespür für die kleinen Dinge des alltäglichen Lebens, in denen er eine Ordnung erspürt, die ihm verloren zu gehen scheint. Er zeigt, wie eine Apfelsine geschält wird, eine Serviette gefaltet oder ein Fenster verglast wird. Er lässt dies in Realzeit aufnehmen, so dass diese Szenen aus der Erzähldramaturgie herausfallen, doch enthalten sie den Kern seines erzählerischen und filmischen Interesses.“

## Einzelnachweis
1. ↑  Das Haus ohne Lachen (Memento des Originals vom 20. August 2017 im Internet Archive)  Info: Der Archivlink wurde automatisch eingesetzt und noch nicht geprüft. Bitte prüfe Original- und Archivlink gemäß Anleitung und entferne dann diesen Hinweis. in Paimann’s Filmlisten.